# Universität Genf

Siegel der Universität Genf

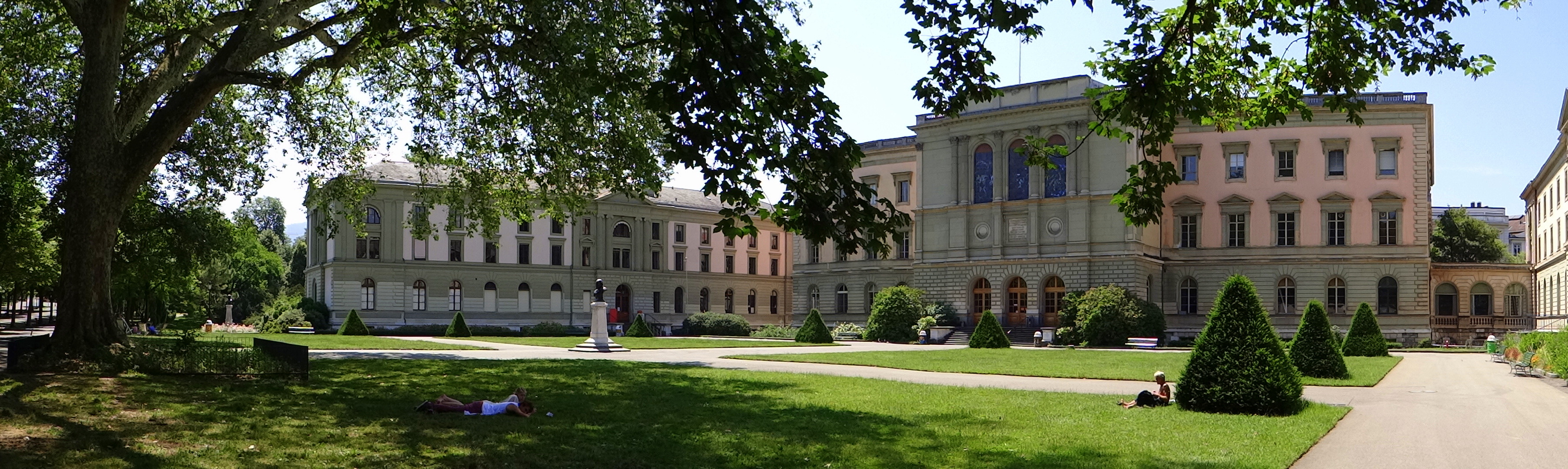
Hauptgebäude der Universität Genf

Die Universität Genf (französisch Université de Genève, lateinisch Schola Genevensis) ist eine Universität in Genf in der Schweiz.
Sie wurde von Johannes Calvin im Jahr 1559 als theologische und humanistische Académie de Genève gegründet, erhielt als Hochschule, im Gegensatz zur ersten Universität der Schweiz in Basel, jedoch erst mit der Errichtung einer medizinischen Fakultät im Jahr 1873 den Status und Namen einer Universität. Die Universität ist nach der Universität Zürich die zweitgrösste schweizerische Volluniversität nach Anzahl der Studierenden. Ungefähr 40 Prozent der Studierenden kommen aus dem Ausland.
Die Universität Genf ist Mitglied der League of European Research Universities (einschliesslich akademischer Institutionen wie Amsterdam, Cambridge, Heidelberg, Mailand oder Oxford), der Coimbra Group sowie der European University Association (Vereinigung Europäischer Universitäten).

## Geschichte
Unter Jean Cauvin (Calvin) wurden an der Académie de Genève vor allem Theologie und humanistische Fächer gelehrt. Im 16. und 17. Jahrhundert hatte sie eine grosse internationale Ausstrahlung; damals galt Genf als «protestantisches Rom» und war darüber hinaus auch das frankophone Zentrum des Protestantismus. Im 18. Jahrhundert wurden neue Fächer hinzugefügt, insbesondere Naturwissenschaften, Philologie und Linguistik (Ferdinand de Saussure). 
Im Jahr 1871 wurde das Studium auch für Frauen geöffnet, womit die Genfer Akademie nach der Universität Zürich (im Jahr 1868) zur zweiten Hochschule der Schweiz wurde, die dieses Recht gewährte. Im Jahr 1873 wurde die Akademie formell in Universität umbenannt. In den folgenden Jahrzehnten wuchs die Universität, gerade durch die Anwesenheit vieler Frauen aus dem Ausland insgesamt sehr stark und verzeichnete im Jahr 1913 insgesamt 1600 Studierende, wobei 80 Prozent davon aus dem Ausland stammten. Im Jahr 1918 wurde die russisch-jüdische Medizinerin Lina Stern zur ersten Professorin an der Universität ernannt.

## Organisation
Die Universität organisiert sich in neun Fakultäten:
- GSEM – Geneva School Economics and Management (Fakultät für VWL und BWL)
- Naturwissenschaften: Die Fakultät für Naturwissenschaften zählt über 2700 Studierende, von denen 680 Forschungsstudierende sind, über 130 Professoren, 725 Lehr- und Forschungspersonal (davon 570 Doktoranden und Post-Docs) und 400 technische und Verwaltungsmitarbeiter. Fünf nationale Forschungsschwerpunkte (NCCR) werden von der Fakultät der Wissenschaften geleitet. Am Ende des Jahres 2013 wurden von der Schweizerischen Eidgenossenschaft zwei neue NCCR an die Fakultät für Naturwissenschaften erteilt: Schweizerkarte in der Mathematik und der theoretischen Physik und Planeten in der Astronomie. Sie verbinden das Zentrum für Chemische Biologie (2010) und zwei weitere Zentren (Frontiers in Genetics und MaNEP – Materialien mit neuartigen elektrischen Eigenschaften), welche im Jahr 2001 gewährt wurden.
- Medizinwissenschaften: Die Medizinische Fakultät wurde im Jahr 1876 gegründet. Die Fakultät ist eine führende Institution der Schweiz in den Bereichen der Neurowissenschaften, Genetik und Transplantation. Sie engagiert sich auch im Bereich der globalen Gesundheit. Sie betreibt Grundlagenforschung und steht in sehr enger Zusammenarbeit mit dem grössten Krankenhaus-Komplex der Schweiz, den Universitätskliniken Genf (HUG). Die Medizinische Fakultät ist in Bezug auf Budget und Anzahl der Mitarbeiter die zweitgrösste Fakultät der gesamten Universität, nach derjenigen der Naturwissenschaften.
- Rechtswissenschaften: Die Juristische Fakultät der Universität Genf pflegt enge Beziehungen für Studierende und Professoren mit der Harvard Law School. In direkter Nähe zu vielen internationalen Organisationen, sind die Professoren jeweils auch in die Entwicklung der internationalen Rechtsordnung eingebunden und pflegen Beziehungen mit Institutionen wie der Welthandelsorganisation (WTO).
- Geisteswissenschaften
- Gesellschaftswissenschaften (SDS – Sciences de la Société)
- Psychologie und Erziehungswissenschaften (Institut Jean-Jacques Rousseau)
- Übersetzungswissenschaften
- Protestantische Theologie

### Ehemalige Studiengänge
Eine Sektion, später ein eigenständiges Institut für Architektur, gab es ab 1942. Zuletzt konnte man nach dem (externen) Grundstudium dort das Hauptstudium absolvieren. Bis das Institut 2007 abgewickelt wurde, war es – neben Lausanne, Zürich und Mendrisio – einer von vier Standorten universitärer Architekturlehre in der Schweiz.

## Partneruniversitäten
Die Universität Genf bietet gemeinsame Masterstudiengänge mit folgenden Schweizer Universitäten an:
- Universität Basel
- Universität Lausanne
- Universität Neuenburg

Ausserdem wird ein gemeinsamer MBA-Studiengang mit der Georgetown University in Washington, D.C. angeboten.

## Rankings
In den gängigen internationalen Hochschulrankings wird die Universität zumeist den besten 100 respektive 150 Universitäten der Welt zugerechnet:
- Academic Ranking of World Universities 2023: Rang 49[8]
- Times Higher Education World University Rankings 2024: Rang 183[9]
- QS World University Rankings 2024: Rang 128[10]

## Studentische Organisationen

### Studentenverbindungen
In Genf gibt es 5 Studentenverbindungen, wovon 2 gemischte Studentenverbindungen sind.

## Persönlichkeiten (Auswahl)
Nachfolgend eine Auswahl von Studierenden und Lehrenden der Universität über die letzten Jahrhunderte hinweg: 

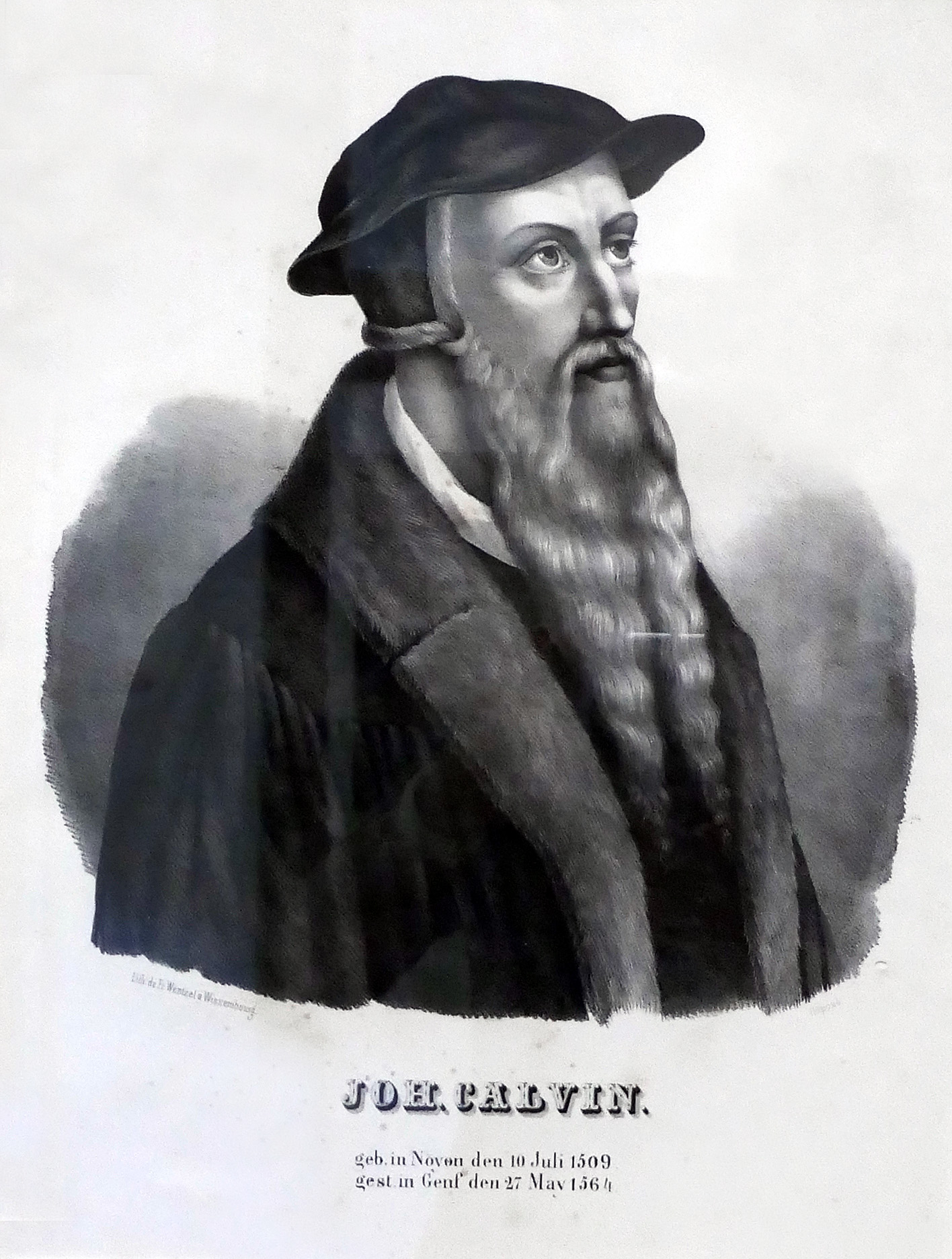
Johannes Calvin, Begründer des Calvinismus
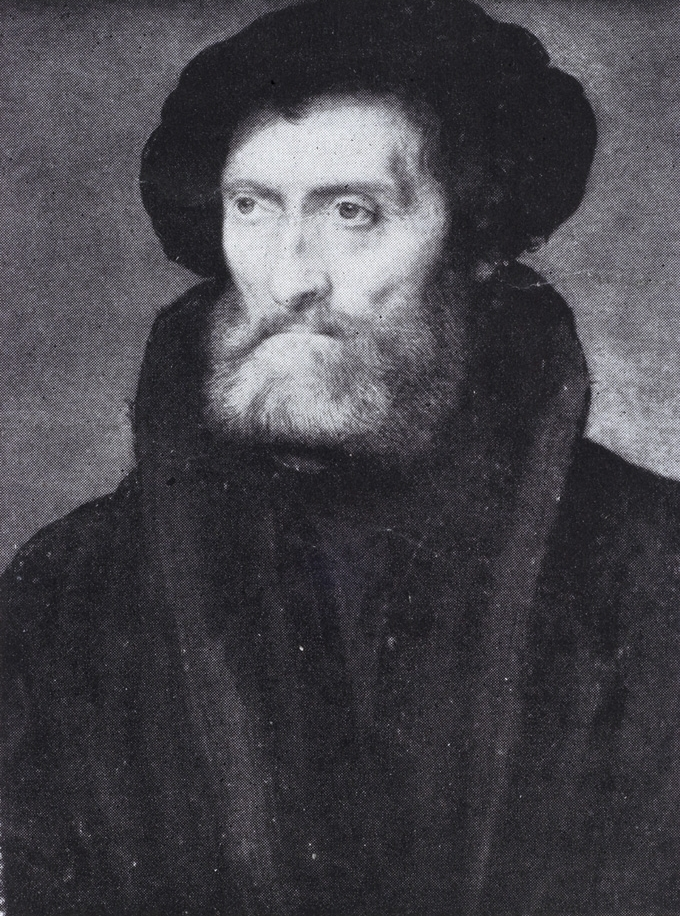
Théodore de Bèze, Theologe und Reformator
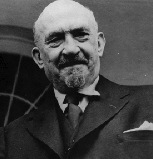
Chaim Weizmann, Biochemiker und erster israelischer Staatspräsident
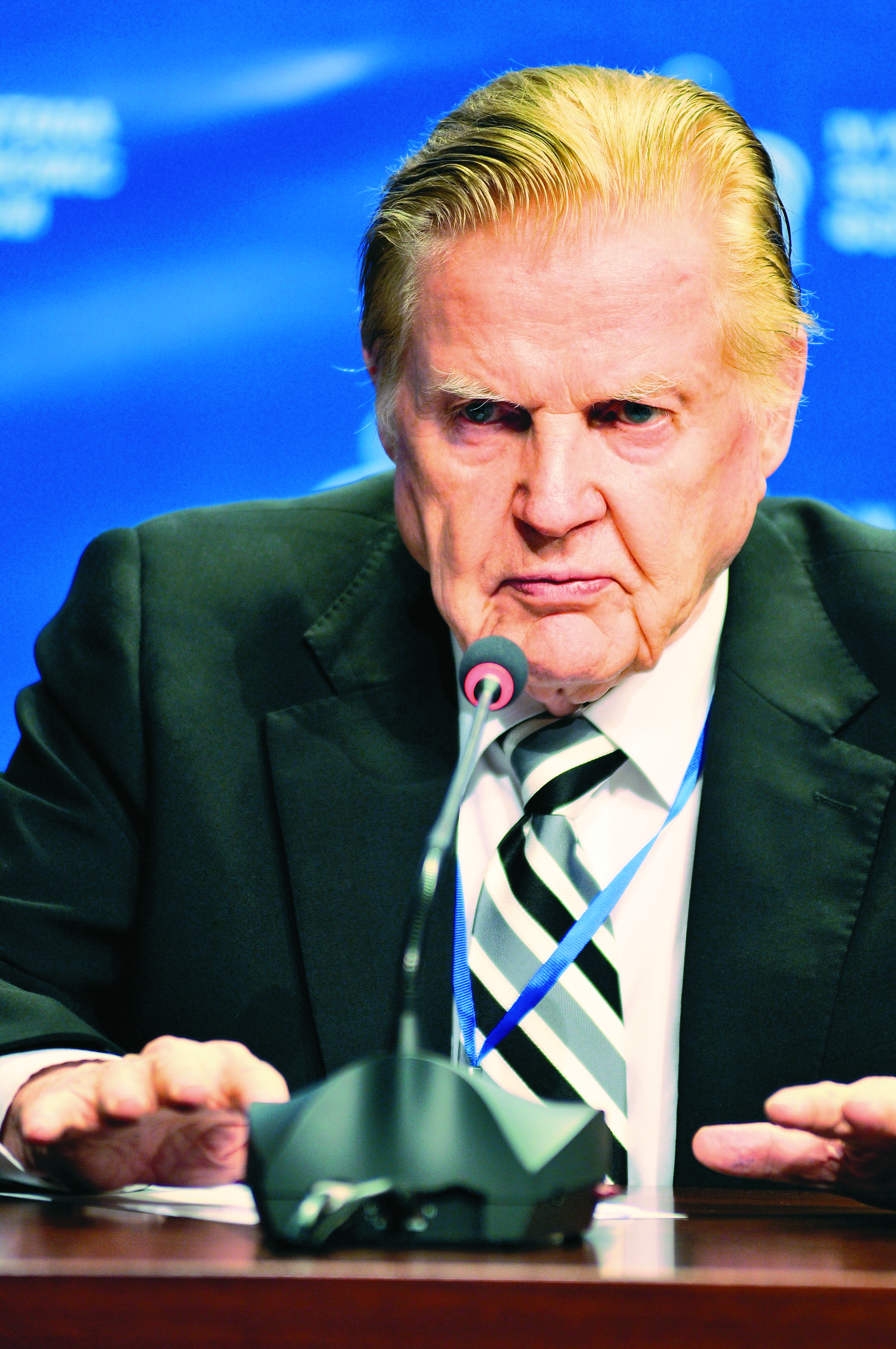
Robert Mundell, Nobelpreis für Ökonomie (1999)
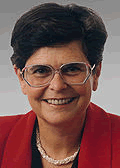
Ruth Dreifuss, erste Bundespräsidentin der Schweiz

### Forschende und Lehrende
16. Jahrhundert
- Claude Baduel (seit 1560 Professor der Philosophie)
- Bonaventure Corneille Bertram (Hebraist)
- Théodore de Bèze (Reformator, erster Rektor, evangelischer Theologe)
- Johannes Calvin (Reformator, Theologe)
- Erich Hedemann (Jurist)
- Antoine de La Faye (evangelischer Theologe)

17. Jahrhundert
- Giovanni Diodati (evangelischer Theologe)
- Antoine Léger der Ältere (evangelischer Theologe)
- Antoine Léger der Jüngere (evangelischer Theologe)
- Ami Lullin (evangelischer Theologe)
- Vincenzo Minutoli (evangelischer Theologe)
- Alexander Morus (evangelischer Theologe)
- Johann Melchior Steinberg (reformierter Theologe)
- Bénédict Pictet (evangelischer Theologe und Rektor)
- Bénédict Turrettini (evangelischer Theologe)
- François Turrettini (evangelischer Theologe)

18. Jahrhundert
- Johann I Bernoulli (Mathematiker)
- David Claparède (evangelischer Theologe)
- Gabriel Cramer (Mathematiker)
- Antoine Maurice der Ältere (Literatur, orientalische Sprachen, evangelischer Theologe, Rektor)
- Jacques Necker (Jurist, Wirtschaftswissenschaftler)
- Pierre Picot (Theologe, Rektor)
- Marc-Auguste Pictet (Naturwissenschaftler)
- François de Roches (evangelischer Theologe)
- Horace-Bénédict de Saussure (Naturwissenschaftler)
- Jean-Alphonse Turrettini (evangelischer Theologe)

19. Jahrhundert
- Henri-Frédéric Amiel (Philosoph)
- Augustin Pyrame de Candolle (Botaniker)
- Alphonse Louis Pierre Pyrame de Candolle (Botaniker)
- Etienne Chastel (evangelischer Theologe)
- Jean-Daniel Colladon (Physiker)
- Edouard Diodati (evangelischer Theologe)
- Jean-Henri Duchosal (Rechtsmediziner)
- Georges Favon (Journalist und Politiker)
- Moritz Hartmann (Germanist)
- Ernest Martin (evangelischer Theologe und Rektor)
- Edouard Montet (evangelische Theologe und Rektor)
- David-François Munier (evangelischer Theologe und Rektor)
- Hugues Oltramare (evangelischer Theologe)
- Emmanuel Pettavel (evangelischer Theologe)
- Raoul Pictet (Physiker)
- Henri Roehrich (Sakralmusik)
- Nicolas Théodore de Saussure (Naturwissenschaftler)
- Rodolphe Töpffer (Rhetorik und Literatur)
- Carl Vogt (Naturwissenschaftler)
- François Jules Pictet (Zoologe und Paläontologe)
- Emile Yung (Zoologe)

20. Jahrhundert
- Werner Arber (Biologe)
- Paul Bairoch (Wirtschaftshistoriker)
- Edmond Beaujeon (Philosophie, Griechisch)
- Jean François Billeter (Sinologe)
- Bernhard Böschenstein (Literaturwissenschaftler)
- Jacques Bouveresse (Philosoph)
- Georges Cottier (katholischer Theologe)
- Petra von Gemünden (evangelische Theologin)
- Paul Guichonnet (Geograf)
- Jeanne Hersch (Philosophin)
- Bärbel Inhelder (Psychologin)
- Albert Jacquard (Genetiker)
- Werner Jadassohn (Dermatologe)
- Michel Jeanneret (Literaturwissenschaftler)
- Erich-Hans Kaden (Jurist)
- Hans Kelsen (Jurist)
- Shafique Keshavjee (evangelischer Theologe)
- Auguste Lemaître (evangelischer Theologe)
- Robert Martin-Achard (evangelischer Theologe)
- Michel Mayor (Astronom)
- Fawzi Mellah (Politologe)
- Bernard Morel (Theologe)
- Hans Morgenthau (Jurist und Politikwissenschaftler)
- Edith Alice Müller (Astronomin)
- Robert Mundell (Volkswirtschaftler)
- Joseph Nye (Politikwissenschaftler)
- Douglass North (Wirtschaftswissenschaftler)
- Jean Piaget (Psychologe)
- Olivier Reverdin (Griechisch, Hellenistik)
- Gonzague de Reynold
- Georges de Rham (Mathematiker)
- Jean Rilliet (Theologe)
- Denis de Rougemont (Philosoph und Schriftsteller, Gründer IUEE heute GSI)
- Wilhelm Röpke (Wirtschaftswissenschaftler)
- Ferdinand de Saussure (Sprachwissenschaftler)
- Klaus Schwab (Wirtschaftswissenschaftler)
- Jean Starobinski (Literaturwissenschaftler und Medizinhistoriker)
- George Steiner (Literaturwissenschaftler)
- Lina Stern (Biochemie)
- Ernst Carl Gerlach Stückelberg (Physiker)
- Frank Thomas (Theologe)
- Henri Alexandre Vulliéty (Kunsthistoriker)
- Chaim Weizmann (Biochemiker)
- Jean Ziegler (Soziologe)
- Georg Nickisch (Architekt)

### Studierende
Andreas Ackermann, Hans Affolter, Johannes Althusius, Jean Pierre Frédéric Ancillon, Kofi Annan, Jacobus Arminius, Fritz Arndt, Gustav Baist, José Manuel Barroso, Olivier de Beaumont, Birgitt Bender, Andreas Benz, Jean-Pierre Bergier, Kurt Birrenbach, Klaus Bonhoeffer, Daniel Bovet, Birgit Breuel, Gustav Peter Bucky, Felix Burckhardt, Johann Buxtorf der Ältere, Micheline Calmy-Rey, Franco-Romano Clara, Michael Georg Conrad, Franco Costa, Hans Daniels, Giovanni Dazzoni, Hernando de Soto, Carla Del Ponte, Arved Deringer, Ruth Dreifuss, Benjamin Dufernex, Ubbo Emmius, Carl Feer-Herzog, Johannes Fischer, Théodore Fontana, Adolphe Fontanel, Pierre Frieden, Emanuel Friedli, Friedrich I. von Anhalt, Friedrich II. von Hessen-Homburg, Riadh Sidaoui, Walter Friedrich, Samuel Frisching (* 1605), Samuel Frisching (* 1638), Amédée Girod, Claire Goll, Claude Goretta, Werner Günther, Edvard Hambro, Alexandre Hay, Rudolf Hotzenköcherle, Kateryna Hruschewska, Annemarie Huber-Hotz, Cláudio Hummes, Meinrad Inglin, Urs Jaeggi, Marcel Junod, Sandra Kalniete, Karl III. Wilhelm von Baden-Durlach, Victor Klemperer, Karl Korsch, Otto Kranzbühler, Charles Lenz, David Levade, Théodore Lissignol, Jean-Georges Lossier, Alexander Lowen, Hubertus Prinz zu Löwenstein-Wertheim-Freudenberg, Prinz Jan Lubomirski, Giovanni Lurati, Hans Luther, Jacques Martin, Raynald Martin, Richard May, Elie Merlat, Maria Teresa Mestre, Horace Micheli, Ferenc Molnár, Adam Friedrich Molz, Johann Michael Moscherosch, Alva Myrdal, Claude Nicollier, Jean Frédéric Ostervald, Fabienne Pakleppa, Pericle Patocchi, Claude de Perrot, Olivier Perrot, Marc Peter, Ernest Pictet, Gustave Pictet, Théodore Piguet, Georges Polier de Bottens, Charles Poncet, Jakob Andreas Porte, Charles-Daniel Prince, Henri Pyt, Peter Radtke, Frédéric Raisin, Else Reventlow, Jacques Reverdin, Pierre Roques, Jacques Rutty, Angelo Sala, Jean-François Salvard, Jochen Sanio, Simon Schwendener, Hans Sommer, Adolf von Steiger, Alain Tanner, Savielly Tartakower, Jean-Claude Thoenig, Kurt Tucholsky, Auguste Turrettini, Peter Ulmer, Philips van Marnix, Henry Vane, Traugott Vogel, Ernst von Börstel, Georg von der Wense, Christoph von Dohna, Egon Prinz von Fürstenberg, Heinrich von Gagern, Hellmut von Gerlach, Otto Wilhelm von Königsmarck, Joséphine Charlotte von Belgien, Henri von Luxemburg, Hans von Mangoldt, Ulrich Friedrich von Suhm, Jacob Vernes, Jules Vuy, Jürgen Warnke, Albert Wessel, Louis Willemin, Alfred Vincent, Dieter E. Zimmer

## Mitgliedschaften
- Coimbra-Gruppe
- League of European Research Universities